# الانتخابات التشريعية التونسية 1959
الانتخابات التشريعية التونسية 1959 هي انتخابات تشريعية نظمت في تونس في 8 نوفمبر 1959. هي الانتخابات الأولى من نوعها في البلاد، وهي أول انتخابات بعد دستور تونس 1959 الجديد وذلك بعد انتخابات المجلس القومي التأسيسي التونسي 1956 التي أتت مباشرة بعد الاستقلال.
فاز الحزب الاشتراكي الدستوري برئاسة الرئيس الحبيب بورقيبة بالانتخابات.

## النتائج
|                          | العدد     | % من المسجلين | % من الناخبين |
| ------------------------ | --------- | ------------- | ------------- |
| المسجلين                 | 577 099 1 | 100%          |               |
| الناخبين                 | 959 007 1 | 91.67%        | 100%          |
| الأصوات الصحيحة للقائمات | 769 005 1 |               | 99.78%        |
| الأوراق البيضاء والملغاة | 190 2     |               | 0.22%         |
| الامتناع عن التصويت      | 618 91    | 8.33%         |               |

| الأحزاب                  | الأحزاب                    | الأصوات   | % من الأصوات الصحيحة | المقاعد |
| ------------------------ | -------------------------- | --------- | -------------------- | ------- |
|                          | الحزب الحر الدستوري الجديد | 298 002 1 | 99.65%               | 90      |
|                          | الحزب الشيوعي التونسي      | 471 3     | 0.35%                | 0       |
| الأصوات الصحيحة          | الأصوات الصحيحة            | 769 005 1 | 99.78%               | 90      |
| الأوراق البيضاء والملغاة | الأوراق البيضاء والملغاة   | 190 2     | 0.22%                |         |
| مجموع الأصوات            | مجموع الأصوات              | 959 007 1 | 100%                 |         |
| المصدر:                  |                            |           |                      |         |

## مقالات ذات صلة
- الانتخابات الرئاسية التونسية 1959
- الحبيب بورقيبة